# 2016-os angol labdarúgó-szuperkupa
A 2016-os angol labdarúgó-szuperkupa, más néven FA Community Shield a 94. kiírás; egy labdarúgó mérkőzés a 2015–16-os bajnokság és a 2015–16-os FA-Kupa győztese között. A mérkőzést a londoni Wembley Stadionban rendezték 2016. augusztus 7-én, a két résztvevő a 2015-16-os Premier League bajnoka, a Leicester City, és a 2015-16-os FA-Kupa győztese, a Manchester United volt. A mérkőzést 2–1-re nyerte meg a Manchester United, ezzel történelme során 21. alkalommal vihette haza a trófeát.

## A mérkőzés
Jesse Lingard nyitotta meg a gólok sorát a 32. percben, aki három Leicester CIty játékost futott le és cselezett ki, mielőtt a hálóba lőtt. Kasper Schmeichel ugyan beleért a lövésbe, de az úgy is a hálóba jutott. A második félidőben Jamie Vardy egyenlített az 52. percben, miután lefordult Marouane Fellainiről, majd ballal David de Gea mellett a kapuba helyezett. A győztes gólt a 83. percben Zlatan Ibrahimović szerezte, miután Antonio Valencia lecsapott az ellenfél csapatkapitányának, Wes Morgannek a labdájára majd gólpasszt adott a svédnek. Ibrahimovićnak és az új menedzsernek, José Mourinhónak ez volt az első mérkőzése a Unitednál és mindjárt egy trófeával gazdagodtak.

### Részletek
| 2016. augusztus 7. 18:00 CEST |

| Leicester City | 1–2         | Manchester United           |
| -------------- | ----------- | --------------------------- |
| Vardy 52'      | Jegyzőkönyv | 32' Lingard 83' Ibrahimović |

| Wembley Stadion, London Nézőszám: 85 437 Játékvezető: Craig Pawson |

| Leicester City | Manchester United |

| GK              | 1  | Kasper Schmeichel |     |     |
| RB              | 17 | Danny Simpson     | 40' | 63' |
| CB              | 6  | Robert Huth       |     | 89' |
| CB              | 5  | Wes Morgan        |     |     |
| LB              | 28 | Christian Fuchs   |     | 80' |
| RM              | 26 | Rijad Mahrez      |     |     |
| CM              | 10 | Andy King         | 55' | 62' |
| CM              | 4  | Danny Drinkwater  |     |     |
| LM              | 11 | Marc Albrighton   |     | 46' |
| CF              | 20 | Okazaki Sindzsi   |     | 46' |
| CF              | 9  | Jamie Vardy       | 75' |     |
| Substitues:     |    |                   |     |     |
| GK              | 21 | Ron-Robert Zieler |     |     |
| DF              | 2  | Luis Hernández    |     | 63' |
| DF              | 15 | Jeffrey Schlupp   |     | 80' |
| MF              | 22 | Demarai Gray      |     | 46' |
| FW              | 23 | Leonardo Ulloa    |     | 89' |
| FW              | 7  | Ahmed Musa        |     | 46' |
| FW              | 24 | Nampalys Mendy    |     | 62' |
| Manager:        |    |                   |     |     |
| Claudio Ranieri |    |                   |     |     |

| GK            | 1  | David de Gea        |     |           |
| RB            | 25 | Antonio Valencia    |     |           |
| CB            | 3  | Eric Bailly         | 71' |           |
| CB            | 17 | Daley Blind         |     |           |
| LB            | 23 | Luke Shaw           |     | 69'       |
| CM            | 16 | Michael Carrick     |     | 61'       |
| CM            | 27 | Marouane Fellaini   |     |           |
| RW            | 14 | Jesse Lingard       |     | 63'       |
| AM            | 10 | Wayne Rooney        |     | 87'       |
| LW            | 11 | Anthony Martial     |     | 70'       |
| CF            | 9  | Zlatan Ibrahimović  |     |           |
| Substitues:   |    |                     |     |           |
| GK            | 20 | Sergio Romero       |     |           |
| DF            | 5  | Marcos Rojo         |     | 69'       |
| MF            | 21 | Ander Herrera       |     | 61'       |
| MF            | 28 | Morgan Schneiderlin |     | 87'       |
| MF            | 8  | Juan Mata           |     | 63' 90+3' |
| MF            | 22 | Henrih Mhitarján    |     | 90+3'     |
| FW            | 19 | Marcus Rashford     |     | 70'       |
| Manager:      |    |                     |     |           |
| José Mourinho |    |                     |     |           |

Asszisztensek:

Stephen Child (Kent)

Lee Betts (Norfolk)

Negyedik játékvezető:

Bobby Madley (West Yorkshire)
Szabályok
- 90 perc.
- Büntetőpárbaj ha nincs döntés.
- Hét nevezett csere.

## Lásd még
- 2015–2016-os angol labdarúgó-bajnokság (első osztály)
- 2015–2016-os angol labdarúgókupa